# دونگی دوبیچ
دونگی دوبیچ (به صربی: Donji Dubič) یک منطقهٔ مسکونی در صربستان است که در Trstenik واقع شده‌است. دونگی دوبیچ ۱۸۲ نفر جمعیت دارد و ۴۸۲ متر بالاتر از سطح دریا واقع شده‌است.